# 桑山一重
桑山 一重（くわやま かずしげ）は、安土桃山時代の武将。通称は九郎五郎。桑山氏大和新庄藩の祖。

## 略歴
豊臣秀長の家臣となる桑山重晴の長男として誕生。父と同じく秀長に仕えた。
家督を継ぐはずだったが、父に先立ち、天正10年（1582年）4月26日、但馬国竹田城において26歳で早世した。家督はしばらく後に、長男の一晴が継いだ。